# پیراپت نوتچایا
پیراپت نوتچایا (تایلندی: พีระพัฒน์ โน๊ตชัยยา؛ زادهٔ ۴ فوریهٔ ۱۹۹۳) بازیکن فوتبال اهل تایلند است.
از باشگاه‌هایی که در آن بازی کرده‌است می‌توان به باشگاه فوتبال پلیس ترو، باشگاه فوتبال موانگتونگ یونایتد و باشگاه فوتبال پلیس یونایتد اشاره کرد.
وی همچنین در تیم‌های ملی فوتبال زیر ۲۳ سال تایلند و تایلند بازی کرده‌است.